# Gurudaspur
Gurudaspur (en bengali : গুরুদাসপুর) est une upazila du Bangladesh situé dans le district de Natore et dans la division de Rajshahi. Elle compte 234 328 habitants au recensement de 2022.

## Géographie
L'upazila de Gurudaspur a une superficie de 199,40 km2. Elle est délimitée par les upazilas de Singra et Tarash au nord, de Baraigram au sud, de Tarash et Chatmohar à l'est et de Natore Sadar à l'ouest.

## Population
Selon le recensement de 2022 du Bangladesh, l'upazila de Gurudaspur compte une population de 234 328 habitants contre 214 788 en 2011, 194 228 en 2001 et 173 276 en 1991. 20,32 % des habitants vivent en zone urbaine.

## Administration
Gurudaspur est constituée en thana en 1917 et transformée en upazila en 1984. L'upazila est divisée en municipalité de Gurudaspur et en six union parishads (en), Biaghat, Chapila, Dharabarisha, Khubjipur, Moshinda et Nazirpur. Les union parishads sont subdivisés en 106 mauzas (en) et 128 villages.